# Rödnackad savspett
Rödnackad savspett (Sphyrapicus nuchalis) är en fågel i familjen hackspettar som förekommer i västra Nordamerika. Den är närbesläktad med gulbröstad och rödhuvad savspett, och alla tre behandlades tidigare som en och samma art.

## Kännetecken

### Utseende
Rödnackad savspett är en svartvit tunnäbbad hackspett med en kroppslängd på 18-21 centimeter. Adulta fåglar har röd hjässa och röd strupe som inramas av ett svart band som vidgar sig till en svart fläck på övre delen av bröstet. Oftast uppvisar den även en röd fläck på huvudets baksida. På sidan av huvudet syns svarta och vita längsgående band och på vingen en avlång vit fläck. Ryggen är finbrokigt svartvitmönstrad. Den närbesläktade östligare arten gulbröstad savspett (S. nuchalis) har mindre rött på huvudet och mindre svart på huvud och rygg. Den har även endast undantagsvis den röda fläcken i nacken. Vidare har honan vit strupe, ej röd.

### Läte
Rödnackad savspett yttrar ett nasalt, jamande läte. Den trummar kort med fem snabba slag, följt av en avstannande serie med inslag av dubbelslag.

## Utbredning och systematik
Rödnackad savspett förekommer i sydvästra Kanada och sydvästra USA, närmare bestämt i Klippiga Bergen från sydöstra British Columbia och södra Alberta österut till västra South Dakota och söderut fläckvist till sydöstra Kalifornien, östra Arizona samt nordöstra och södra New Mexico. Vintertid flyttar den till ett område från södra Kalifornien, Arizona och västra Texas söderut till centrala Mexiko.

## Systematik
Tidigare behandlades den tillsammans med rödhuvad savspett (Sphyrapicus ruber) som en underart till gulbröstad savspett (S. varius). Den hybridiserar tillfälligtvis med gulbröstad savspett i sydvästra Kanada, med rödhuvad savspett oftare i olika områden. Den behandlas som monotypisk, det vill säga att den inte delas in i några underarter.

## Levnadssätt
Som namnet avslöjar har gulbröstad savspett vanan att dricka sav. Den borrar små grunda hål i barken på träd och lapar upp den sav som rinner ut, med sin för ändamålet anpassade borstspetsade tunga. Fågeln väljer företrädesvis sjuka eller skadade träd, framför allt träd med hög sockerhalt i saven. Den lever även av insekter som dras till saven, framför allt myror. Utöver de karakteristiska raderna med hål som den lämnar i barken på träd lever den ett mer diskret liv än de flesta hackspettar i Nordamerika.
Fågeln häckar i lövskog med amerikansk asp eller i rena aspstånd, men kan under flyttningen ses i många olika typer av skogslandskap. Den häckar monogamt mellan maj och augusti. Boet hackas ut i ett träd på mellan en och 25 meters höjd.

## Status och hot
Arten har ett stort utbredningsområde och en stor population med stabil utveckling och tros inte vara utsatt för något substantiellt hot. Utifrån dessa kriterier kategoriserar internationella naturvårdsunionen IUCN arten som livskraftig (LC).

## Bilder

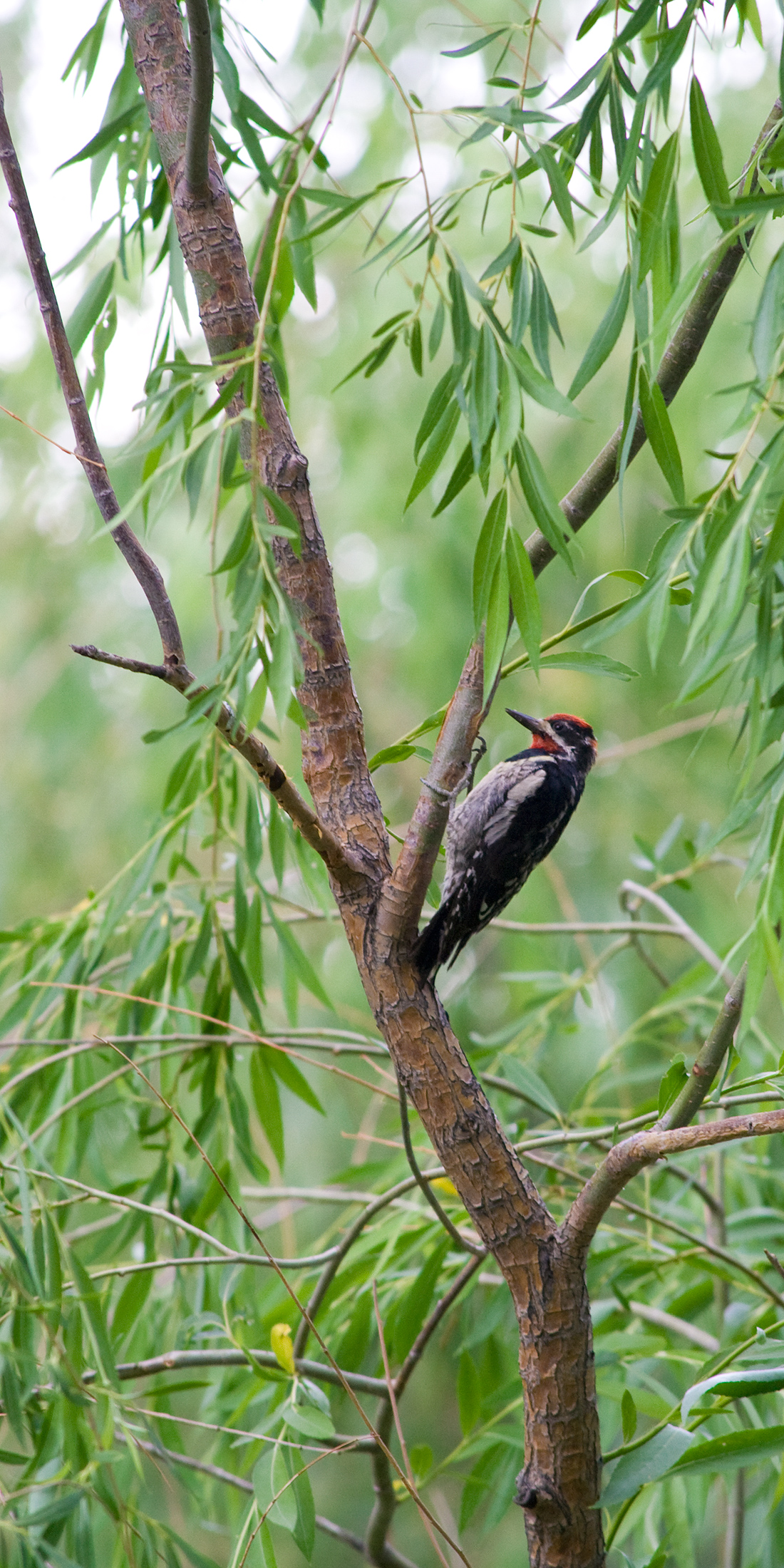
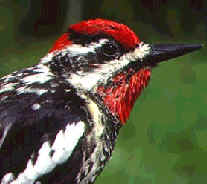